# François Raguel
François Raguel ou Ragueau, latinisé en Franciscus Raguellus, est né à Mehun-sur-Yèvre dans le Berry, mort en 1605 à Bourges. Il fut l'élève de Marin Evrard, professeur de Beauvais, et le successeur de Cujas au collège de Bourges. Professeur de droit et sénéchal de cette partie du Berry (lieutenant du bailliage de Berri au siège de Mehun) pendant les guerres de religion ; on a gardé de lui quelques œuvres.

## Biographie
On connait sa vie par Michaud, qui dit de lui
«  : célèbre jurisconsulte du XVIe, né à Mehun, en Berry, devint lieutenant particulier du bailliage de cette ville. Ses immenses recherches sur le droit coutumier lui firent sentir la nécessité d'un Onomasticon qui contînt l'explication des termes les plus difficiles et les plus obscurs qui se rencontrent dans l'idiome de cette partie du droit. C'est ainsi qu'il fut, amené à recueillir les matériaux d'un ouvrage qu'il mit au jour en 1583, et qui jeta les fondements de sa réputation. C'est l'Indice des droits royaux et seigneuriaux, des plus notables dictions, termes et phrases de l'état et de la justice et pratique de France; recueilli des loix, coustumes, ordonnances, arrêts, annales et histoire du royaume de France et d'ailleurs, Paris, 1583, in-fol. Le succès de cet ouvrage fut immense, et plusieurs éditions s'en tirent en peu d'années (1600 et 1609, in-4°). Le célèbre tragique Robert Garnier félicita son compatriote Ragueau par des vers grecs et latins, où il pronostique entre autres choses qu'une renommée éternelle sera la compagne d'un si glorieux labeur. À mesure que l'étude des anciens monuments de notre législation prenait de l'accroissement, on reconnaissait que l'indice de Ragueau qui avait ouvert le premier la carrière était incomplet, et ne suffisait plus à l'ardeur d'investigation des jurisconsultes. Galland, qui s'était livré aux mêmes recherches sur les lois politiques et féodales des provinces méridionales, composa des additions qui tombèrent entre les mains du président de Lamoignon. Cet illustre magistrat les remit à Eusèbe de Laurière, qui avait recueilli de son côté des notes très-curieuses de Mornac sur le même sujet. Dès lors le premier éditeur des Ordonnances des rois de France forma le dessein de reproduire l'ouvrage de Ragueau.  »

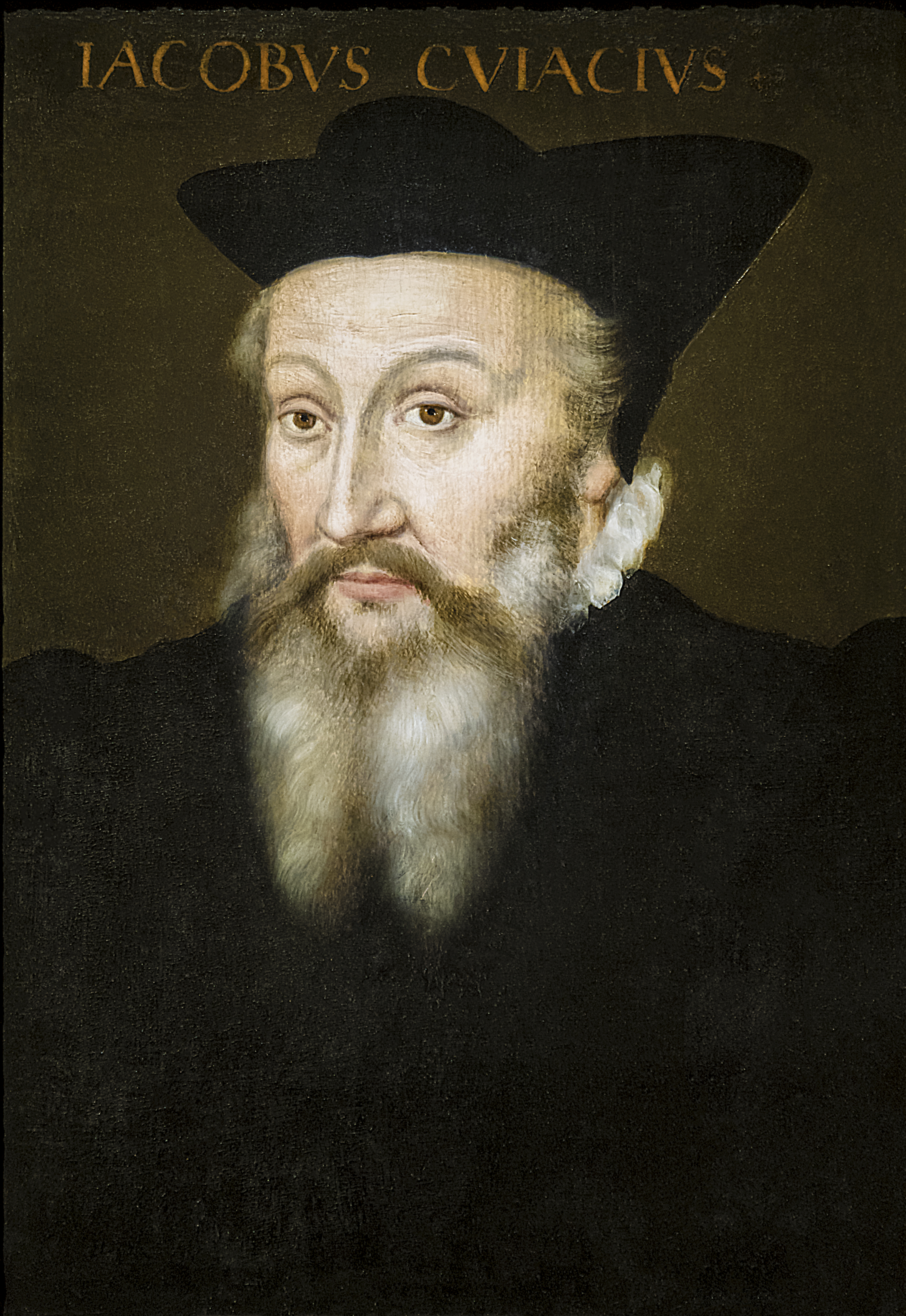
Jacques Cujas

Eusèbe de Laurière, son éditeur de 1704 détaille en effet (préface du Glossaire du droit français) : 
«  :  Depuis quelques années ayant été obligé, pour un autre ouvrage, de lire dans les dépôts publics un nombre infini de chartes, j'y ai trouvé
la signification de plusieurs termes « difficiles des anciennes ordonnances de nos rois et de nos coutumes « qu'on n'avait point encore expliqués.  »
En 1584, Ragueau fut appelé, en qualité de professeur et lecteur, à la faculté de droit de l'université de Bourges, dont les chaires étaient toujours occupées par des jurisconsultes de premier ordre. Lui-même avait étudié sous Cujas à Bourges et à Valence. Ragueau mourut au mois de septembre 1605. Son Commentaire sur les coustumes générales du pays et duché de Berry n'a été publié qu'en 1618, à Paris, in-folio, par Paul Ragueau son fils, qui lui avait succédé dans sa charge de lieutenant particulier de Mehun.

## Œuvres
- « Quod sit vastatæ ab hostibus regionis et exustæ melior conditio quam captæ ab iisdem et amissæ[3] », la troisième des cinq dissertations d'un petit recueil dédié par cinq élèves du collège de Dormans-Beauvais à leur enseignant, Marin Evrard, principal de ce collège treize ans plus tard :
Franciscus Morellus[4], Tussanus Puteanus, Franciscus Raguellus, Franciscus Talpinus et Franciscus Vietaeus[5], Quinque orationes philosophicæ ad novam huius temporis politiam accomodatæ, Wechel, 1555[6].
- Indice des droicts roiaux et seigneuriaux, des plus notables dictions, termes, et phrases de l'estat, et de la justice, & practique de France: recueilli des Loix, Coustumes, Ordonances, Arests, Annales, & Histoires du Roiaume de France & d'ailleurs. 1583. Paris (Chesnau)[7]
- Commentarius ad constitutiones et decisiones Justiniani quae XII libris Codicis continentur (publié en 1610)[8] 834 pages, publié chez  Chevalleri ASIN: B001BTW61K
- Leges politicae ex sacrae jurisprudentiae fontibus haustae collectaeque... ad formam justinianei Codicis digestae... auctore Dn. Francisco Raguello en 1586 Indice des droicts royavx et seignevriavx de François Ragueau Réédition de 1620

Il s'agit d'une compilation des expressions traditionnelles en langue vulgaire utilisées dans les coutumes, jugements, lois et pratiques des provinces françaises depuis le Moyen Âge. Ce livre permet de comprendre la jurisprudence de diverses coutumes et donne les différences entre bois-mort, mort bois, bois vif et bois cheut, entre villain et vilein, entre droit de vins, droit de vinage, droit de vinade, et gabelle de vins, entre les mesures de l’acre et de l’arpent, des monnaies des différentess provinces.  
Exemple d'expression : “Le mort exécute le vif”  “La verge anoblit, et le ventre affranchit”. À lire sur ILAB LILA.
- Le  Glossaire du droit françois de François Ragueau est réédité entre 1704 et 1742 par Eusèbe Jacques de Laurière.

Ce livre, réimprimé à Niort par L. Favre, en 1882, a été récemment réimprimé à Genève par Slatkine Reprints, en 1969.